# Panda (tecknad serie)
Panda är en tecknad serie skapad av holländaren Marten Toonder, som är mest känd för serien Tom Puss. Serien debuterade 1946. Den publicerades på svenska i några dagstidningar på 1960-talet, men blev aldrig lika populär som Tom Puss.

### På svenska har utkommit
Dubbelalbum
- Panda på upptäcktsresa, Vattenmysteriet
- Panda och kalkomobilen, Panda och eremiten
- Panda och auto-betjänten, Panda och osynlighetsmaskinen

Trippelalbum
- Panda och handfisken, Panda och rörmokaren, Panda och spöket

### På norska
- Putte Panda og kampen om tårnuret ISBN 82-8090-003-9